# 후나쓰촌 (후쿠이현)
후나쓰촌(舟津村)은 후쿠이현 이마다테군에 있던 촌이다. 이후의 사바에시 중심부의 서부에 해당한다.

## 역사
- 1889년 4월 1일 - 정촌제 시행에 의해 이마다테군 후나쓰촌이 성립하였다.
- 1948년 11월 3일 - 사바에정, 신요코에촌과 합병해 새로운 사바에정이 성립하였다.

## 교통

### 철도
- 후쿠이 철도
  - 후쿠부선

### 도로
- 호쿠리쿠 가도

## 참고문헌
- 角川日本地名大辞典 18 福井県